# Холокост в Норвегии
Холокост в Норвегии (норв. Holocaust i Norge) — систематическое преследование и уничтожение евреев немецкими нацистами и норвежскими коллаборационистами на оккупированной территории Норвегии в период Второй мировой войны, часть общей политики нацистов и их союзников по уничтожению евреев.
763 норвежских еврея были убиты в концентрационных лагерях, 23 погибли в результате внесудебных казней и самоубийств. Таким образом было убито 785 евреев, в том числе 230 семей уничтожено полностью. Благодаря помощи норвежского Сопротивления более половины евреев сумели скрыться и бежать в Швецию. Они были спасены от уничтожения.

## Оккупация Норвегии
Накануне войны в Норвегии жили по разным данным от 1700—1800 до 2173 евреев, в том числе несколько сотен беженцев из Центральной Европы. Большинство норвежских евреев жили в Осло и Тронхейме.
Немецкое вторжение в Норвегию началось в ночь с 8 на 9 апреля 1940 года. Норвежское правительство во главе с королём Хоконом VII отвергло немецкий ультиматум, армия оказала вермахту вооружённое сопротивление. Несмотря на помощь Великобритании и Франции, сопротивление было сломлено и Норвегия была оккупирована. Правительство и король успели бежать в Лондон. 24 апреля 1940 года Адольф Гитлер назначил рейхскомиссаром оккупированной норвежской территории Йозефа Тербовена.

## Преследование евреев и сопротивление

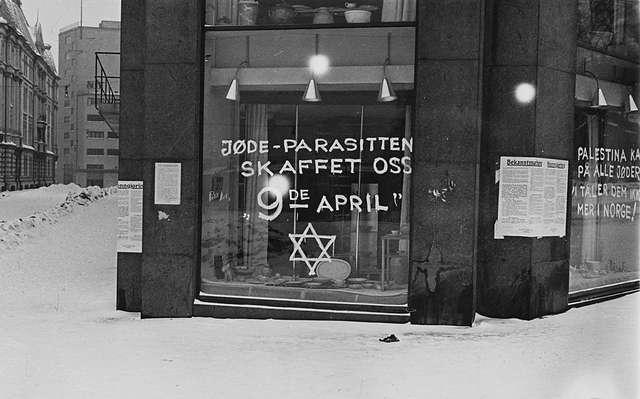
Антисемитские надписи на дверях еврейского магазина в оккупированном нацистами Осло, 1941.

В октябре 1940 года евреям было запрещено заниматься свободными профессиями. В июле 1941 года евреи были уволены с государственной службы, адвокаты лишились лицензий. Был принят закон о запрете смешанных браков. С начала 1942 года в удостоверениях личности евреев полиция начала ставить специальную отметку. Тербовен наложил ограничения на еврейскую собственность.
С весны 1941 года репрессии против евреев усилились. В марте в Тронхейме были расстреляны четыре еврея, а в апреле немцы конфисковали здание Тронхеймской синагоги.
На Ванзейской конференции, где обсуждался план «окончательного решения еврейского вопроса», чиновник немецкого МИД Мартин Лютер отметил, что в скандинавских странах репрессии против евреев могут вызвать массовые протесты и рекомендовал отложить уничтожение скандинавских евреев до конца войны. Однако местные норвежские нацисты не хотели ждать.
Норвежские коллаборационисты во главе с Видкуном Квислингом, который 1 февраля 1942 года был назначен премьер-министром, ввели более жёсткие, чем даже в Германии, правила кого следует считать евреем. В результате в Норвегии к евреям стали причислять всех детей от смешанных браков. Ключевую роль в подготовке депортаций сыграла т. наз. Стапо — особые подразделения полиции, подчинённые немецкому РСХА.
С октября 1942 по февраль 1943 года произошли массовые аресты и депортация в лагеря уничтожения почти половины еврейского населения Норвегии. После диверсионных акций Сопротивления в Тронхейме в начале октября 1942 года были арестованы все евреи-мужчины Тронхейма. 26 октября прошла крупная полицейская облава на евреев-мужчин по всей стране, а через месяц, 26 ноября арестовывали женщин и детей. Многим евреям удалось спастись благодаря утечке информации из норвежской полиции и активной массовой помощи норвежского сопротивления.
763 норвежских еврея, включая 101 беженца были депортированы в Освенцим и погибли. 60 евреев, состоявших в браке с норвежцами, были отправлены в концлагерь Грини в самой Норвегии.
Более 140 норвежских евреев принимали участие в вооружённом сопротивлении нацистам. Среди них агенты британской разведки Израэль Крупп и Рут Рубинштейн, лётчики Зигмунд Мейеран и Герман Гирш Беккер, офицер норвежских ВМС Арнольд Зеликович и многие другие.

## Спасение евреев

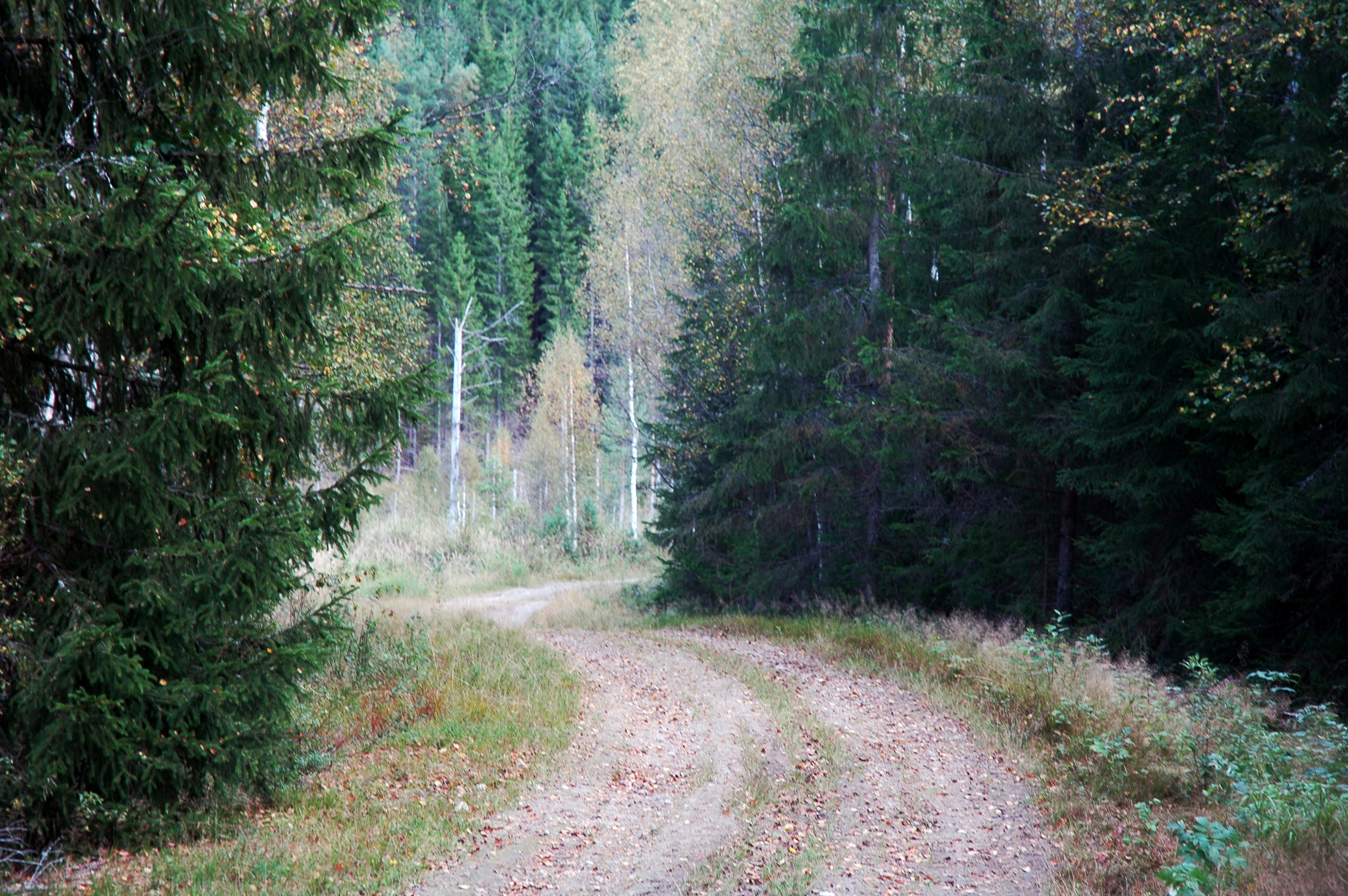
Норвежско-шведская граница, место где евреев переправляли в безопасную Швецию

Большинство норвежцев не поддержало партию Квислинга, в обществе регулярно раздавались публичные протесты против депортаций. 11 ноября 1942 года епископы норвежской церкви отправили Квислингу официальное письмо с протестом против преследований евреев. Это письмо 6 и 13 декабря публично зачитывалось во всех церквях.
930 евреев с помощью антинацистского подполья бежали в Швецию и были спасены. Пятьдесят евреев, имевших семьи в Швеции, были спасены шведским консулом Клаасом Вестрингом в феврале 1943 года. 800 евреев после окончания войны вернулись в Норвегию.
Самоотверженная деятельность участников норвежского подполья по спасению евреев отмечена израильским Институтом Катастрофы и героизма Яд ва-Шем признанием всего движения коллективным праведником мира. Кроме этого в Норвегии признано 68 индивидуальных праведников.

## Память о Холокосте

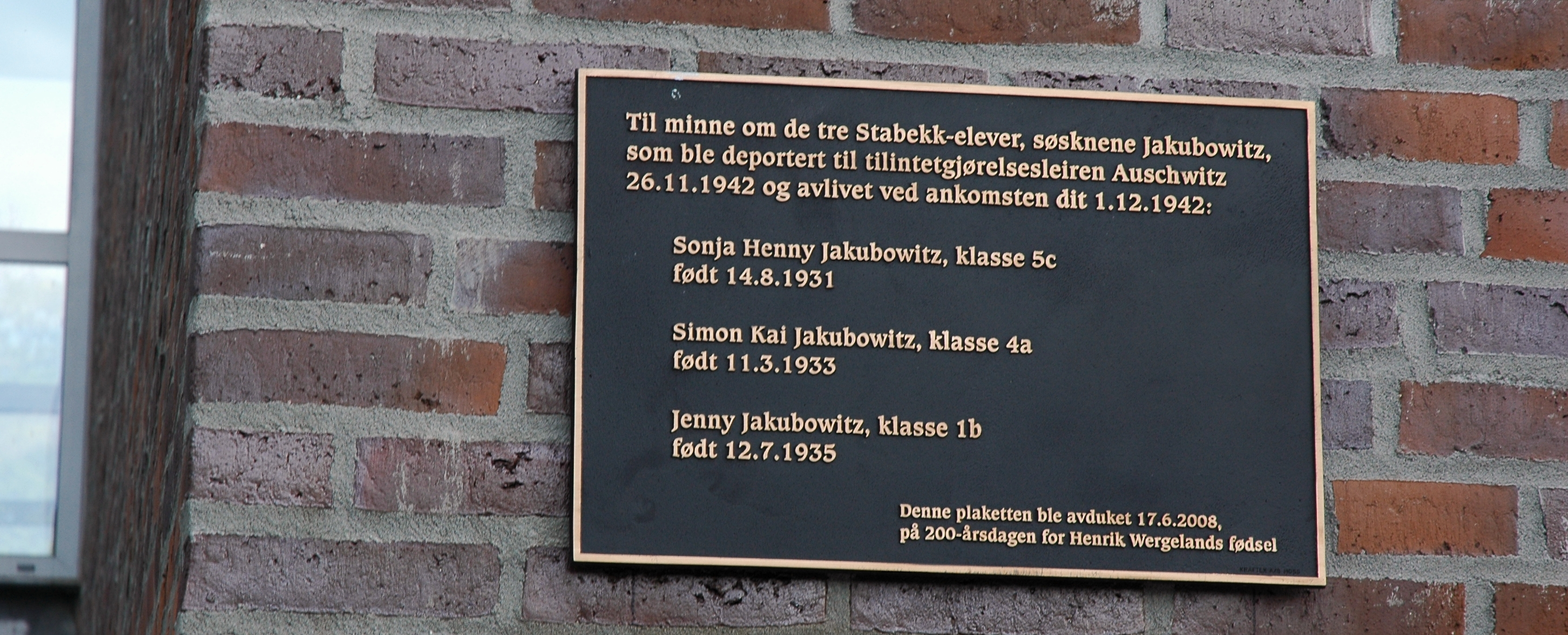
Мемориальная доска в городе Стабек с именами трёх еврейских детей, которых прямо из школьного класса отправили в Освенцим.

С 2003 года 27 января в Норвегии ежегодно отмечается Международный день памяти жертв Холокоста. Тема Холокоста является обязательным элементом школьной программы в Норвегии, преследование евреев нацистами школьники изучают в 9-м классе. Норвежский Красный Крест также разработал отдельную образовательную программу по Холокосту.
Университет Осло в сотрудничестве с правительством создал музей Холокоста, известный как Центр по изучению Холокоста и религиозных меньшинств в Норвегии. В Осло, Тронхейме и других городах были открыты памятники жертвам Холокоста. Кроме того, имеются музей в Тронхейме, центр в Кристиансанне и ещё один памятник в Фальстаде. В сентябре 2008 года в Осло открылся музей, посвящённый истории еврейской общины Норвегии, в том числе периоду Второй мировой войны.
27 января 2012 года премьер-министр Норвегии Йенс Столтенберг принёс свои извинения от имени норвежского народа за уничтожение евреев во время Второй мировой войны. «Пришло время признать, что полицейские, чиновники и граждане принимали частичное участие в аресте и высылке евреев», — сказал Йенс Столтенберг. В памятной церемонии принял участие последний из оставшихся в живых на начало 2012 года норвежских евреев, переживших Холокост — Самуэль Стайнманн. В ноябре 2012 года такие же извинения принесла норвежская полиция, чьи сотрудники были прямо причастны к депортации и последующему убийству более 700 евреев.

## Отрицание Холокоста
Отрицание Холокоста в Норвегии имеет распространение среди сторонников крайне правых политических партий и в рамках антисемитских взглядов.
В мае 2008 года после массовых протестов британский отрицатель Холокоста Дэвид Ирвинг по настоянию норвежской полиции покинул страну, отменив выступление, которое планировалось на литературном фестивале в Лиллехаммере. В том же году актёр-комик Отто Йесперсен заявил в эфире местного телеканала TV2: «Хочу воспользоваться возможностью и почтить память миллиардов блох и вшей, погибших в газовых камерах лагерей смерти. Вся вина несчастных насекомых заключалась лишь в том, что они поселились на людях еврейского происхождения». Руководство телеканала сочло это допустимой сатирой.

В марте 2011 года депутат Саамского парламента в Норвегии от Рабочей партии Андерс Матизен заявил, что «нет доказательств того, что газовые камеры и массовые захоронения существовали на самом деле». Это выступление вызвало скандал и требования об отставке Матизена.

## Известные жертвы
- Мориц Рабинович[англ.] — бизнесмен, филантроп и общественный деятель.
- Рут Майер
- Сисси Кляйн